# Igreja de Santa Maria (Wedmore)
A Igreja de Santa Maria em Wedmore, Somerset, Inglaterra é uma igreja do século XV, embora algumas obras dos séculos XII e XIII ainda tenham sobrevivido. Foi designado um edifício listado como Grau I.
A torre foi construída por volta de 1400.